# یاپ هارتسن
یاپ هارتسن (انگلیسی: Jaap Haartsen؛ زادهٔ ۱۳ فوریهٔ ۱۹۶۳) مخترع، استاد دانشگاه، دانشمند رایانه، و مهندس اهل پادشاهی هلند است.

## زندگی‌نامه
یاپ هارتسن (Jacobus Cornelis Haartsen) در سال ۱۹۶۳ در شهر لاهه هلند به دنیا آمد وی در رشته علوم تحصیل کرده و مدرک مهندسی خود را در سال ۱۹۸۶ در رشته مهندسی برق دریافت کرده‌است. هارتسن در خلال تحصیل مدتی در شرکت زیمنس در شهر لاهه فعالیت کرد و پس از آن به آیندهون رفت و در شرکت فیلیپس مشغول به کار شد. وی به تحصیل ادامه داد و در سال ۱۹۹۰ با درجه دکترا از دانشگاه فنی «دلفت» فارغ‌التحصیل شد و از تز خود با عنوان برنامه‌ریزی سطح آکوستیک و تشخیص موج در سیلیکون دفاع کرد. هارتسن در سال ۱۹۹۱ با شرکت اریکسون قرارداد همگاری بست و از آن سال به مدت ۲ سال در نمایندگی این شرکت در کشور آمریکاکار کرد و بعد به سوئد رفت و تا سال ۱۹۹۷ در این شرکت ماند. وی از سال ۱۹۹۷ در دانشگاه به عنوان استادیار به آموزش دانشجویان پرداخت. همچنین از سال ۲۰۱۰ هارتسن به عنوان افسر ارشد رشته فناوری شناخته می‌شود. یاپ هارتسن یک مخترع و محقق در رشته مهندسی برق است و شهرت وی به خاطر اختراع سیستم بلوتوث است. هارستن، در سال ۲۰۱۲ به خاطر اختراع بلوتوث، نامزد دریافت جایزه مخترعین اروپا شده‌است. این جایزه را اداره ثبت اختراعات اروپا در ماه ژوئن، در کپنهاگ به برنده اهدا خواهد کرد. هارستن در آزمایشگاهی در اِمِن؛ دهکده‌ای کوچک در قلب هلند، زندگی می‌کند و به همراه تیم پژوهشی‌اش، به دنبال کاربردهای تازه بلوتوت است.